# Rafael Correa
Rafael Vicente Correa Delgado (6. travnja 1963.) je ekvadorski političar i ekonomist koji je bio 45. predsjednik Ekvadora od 2007. do 2017. godine. Correa, vođa političkog pokreta PAIS Alliance od njegova osnutka do 2017., demokratski je socijalist, a njegova se administracija usredotočila na provedbu ljevičarskih politika. Na međunarodnoj razini, obnašao je dužnost privremenog predsjednika UNASUR-a. Od 2017. godine živi s obitelji u Belgiji.
Rođen u mestičkoj obitelji niže srednje klase u Guayaquilu, Correa je studirao ekonomiju na Sveučilištu Católica de Santiago de Guayaquil, Sveučilištu u Louvainu (UClouvain) i Sveučilištu Illinois, gdje je i doktorirao. Vrativši se u Ekvador, 2005. godine postao je ministar gospodarstva, uspješno lobirajući u Kongresu za povećanje potrošnje na zdravstvene i obrazovne projekte.
Correa je pobijedio na predsjedničkim izborima 2006. godine na platformi u kojoj je kritizirao etablirane političke elite. Preuzevši dužnost u siječnju 2007., nastojao se odmaknuti od ekvadorskog neoliberalnog ekonomskog modela smanjenjem utjecaja Svjetske banke i Međunarodnog monetarnog fonda. Nadgledao je uvođenje novog ustava te je ponovno izabran 2009. i 2013. godine.